# Dammartin-en-Goële
Dammartin-en-Goële – miejscowość i gmina we Francji, w regionie Île-de-France, w departamencie Sekwana i Marna.
Według danych na rok 1990 gminę zamieszkiwało 6620 osób, a gęstość zaludnienia wynosiła 738 osób/km² (wśród 1287 gmin regionu Île-de-France Dammartin-en-Goële plasuje się na 286. miejscu pod względem liczby ludności, natomiast pod względem powierzchni na miejscu 426.).